# مرجان (مغنية)
شهلا صافي ضمير (بالفارسية: شهلا صافی ضمیر) (مواليد 1948 - 6 يونيو 2020)، المعروفة باسمها الفني مرجان (بالفارسية: مرجان)، مغنية وممثلة إيرانية. أوقفت الثورة الإسلامية عام 1979 حياتها المهنية ولم تتمكن لمدة 27 عامًا من مواصلتها.

## حياتها
ولدت شهلا صافي زامير في شيراز، فارس، إيران. كانت متزوجة من فريدون جوراك. أوقفت الثورة الإسلامية الإيرانية عام 1979 حياتها المهنية. وغادرت إيران إلى أمريكا عام 2006، وعاشت في لوس أنجلوس. إلى أن توفيت فيها في 6 يونيو 2020.

## مسيرتها المهنية
كانت بدايتها الفنية في سن الثانية عشرة، كما عملت محررة لمجلة معلومات الأطفال، وفي نفس الوقت مقدمة برامج تلفزيونية لموضوعات المجلة.
وبدأت التمثيل عام 1969 في عمر 21 عاما، وكان أول عمل لها فيلم «عالم مليء بالأمل» من إخراج أحمد شيرازي وبطولة محمد علي فردين، وبعد هذا الفيلم اختارت اسمها الفني مرجان. كان آخر أفلامها مع زوجها بعنوان الاتكاء على الريح، وغنت في الفيلم أيضًا.

## روابط خارجية
- مرجان على موقع IMDb (الإنجليزية)
- مرجان على موقع ميوزك برينز (الإنجليزية)
- مرجان على موقع ديسكوغز (الإنجليزية)
- مرجان على موقع قاعدة بيانات الفيلم (الإنجليزية)